# بانکورپ ساوت
بانکورپ ساوت (انگلیسی: BancorpSouth) شرکت خدمات مالی و بانکداری آمریکایی است، که در سال ۱۸۷۶ تأسیس شد.